# Давуд аз-Захири
Абу́ Сулейма́н Даву́д ибн Али́ аз-За́хири (араб. داود بن علي الظاهري‎; предположительно между 813 и 824, Эль-Куфа — 883) — известный мусульманский улем, факих, муджтахид, основатель и эпоним захиритского мазхаба.

## Биография
Его полное имя: Абу Сулейман Давуд ибн Али ибн Халаф аль-Исфахани аль-Багдади аз-Захири. Он родился в Куфе, вырос в Багдаде. Относительно даты его рождения существуют большие разногласия: он родился предположительно в 815, 816, 817, 818, 813 или 824 году. Его нисба «аль-Исфахани» связана с тем, что его мать была родом из Исфахана (совр. Иран). Его дед был вольноотпущенником аббасидского халифа аль-Махди, а отец работал писцом у ханафитского кади Абдуллаха ибн Халида в Исфахане.
Давуд ибн Али обучался у Сулеймана ибн Харба, Амра ибн Марзука, Исхака ибн Рахавейха, Абу Саура аль-Кальби и многих других.
Аль-Хатиб аль-Багдади говорил о нём:

Он был имамом, набожным, отшельником и аскетом. В его книгах много хадисов, но риваяты от него очень сильные.
Оригинальный текст (ар.)قال أبو بكر الخطيب : صنف الكتب , وكان إماما ورعا ناسكا زاهدا , وفي كتبه حديث كثير , لكن الرواية عنه عزيزة جدا .

От него передавали хадисы его сын Абу Бакр Мухаммад ибн Давуд аз-Захири, Закария ас-Саджи, Юсуф ибн Якуб ад-Давуди, Аббас ибн Ахмад аль-Музаккир и др.
Давуд ибн Али скончался в месяц рамадан или зу-ль-када 270 года по хиджре (март, апрель или май 884 года). Похоронен на кладбище Шинизийя в Багдаде.

## Взгляды
Давуд ибн Али является основателем правовой школы захиритов.
Давуд ибн Али в вопросе о Коране придерживался взглядов, которые отличались от взглядов ортодоксальных улемов-суннитов. Когда он попросил о встрече с Ахмадом ибн Ханбалем, тот отказался принять его, несмотря на заверения его сына Салиха о его отречении от этих взглядов, сославшись на сообщение Мухаммада ибн Яхьи о его словах насчёт «новизны» (мухдас) Корана.
Абу Абдуллах аль-Варрак сообщил о том, что когда он спросил Давуда ибн Али о Коране, он ответил:

Тот, что в Лаух аль-Махфузе — не сотворён, а тот, что у людей — сотворён (махлук).
Оригинальный текст (ар.)تعالي فانظري بمن ابتلاني قال أحمد بن كامل القاضي : أخبرني أبو عبد الله الوراق : أنه كان يورق على داود بن علي , وأنه سمعه يسال عن القرآن , فقال : أما الذي في اللوح المحفوظ : فغير مخلوق , وأما الذي هو بين الناس : فمخلوق .